# Conchobhar Mag Uidhir
Conchobhar Mag Uidhir [ˈkɾɔxuːɾ məˈgɰiːɾʲ], 2. Baron Maguire (anglisiert Connor Maguire, auch Cornelius Maguire; * 1616 im County Fermanagh; † 10. Februar 1645 in Tyburn bei London) war ein irischer Adliger, Mitglied des Oberhauses des Irischen Parlaments und Teilnehmer an der Irischen Rebellion von 1641.

## Leben
Sein Vater Brian Rua Mag Uidhir (Bryan Maguire, 1589–1633) war Häuptling von Fermanagh und wurde 1627 aufgrund der Loyalität der Familie zur englischen Krone zum erblichen Baron Maguire, of Enniskillen, in der Peerage of Ireland erhoben. Sein Großvater väterlicherseits war Conchubhar Rua Mag Uidhir, gen. „the Queen’s Maguire“ († 1625). Seine Mutter war Rós Ní Néill, eine Tochter von Art Ó Néill und Schwester von Eoghan Rua Ó Néill. Conchubhar war einer von vier Söhnen.
Mag Uidhir erhielt eine Ausbildung am Magdalen College in Oxford, jedoch ohne an der Universität immatrikuliert gewesen zu sein. Conchobhar Mag Uidhir war mit Mary Fleming, der Tochter von Thomas Fleming, Herr von Castle Fleming im Queen’s County verheiratet und hatte einen Sohn.
1634 wurde er nach dem Tode seines Vaters zum Häuptling von Fermanagh und zum 2. Baron Maguire of Enniskillen. Als solcher war er Mitglied des irischen Oberhauses. Er nahm ab dem 10. März 1640 an den Parlamentssitzungen teil, als das Parlament in Dublin zusammentrat.

## Plan zum Aufstand
Während der Legislaturperiode des Parlaments wurde er im Februar 1641 von Ruairí Ó Mórdha (Rory O’Moore) angeworben, der einen Plan zum Aufstand der Katholiken in Irland entworfen hatte. Mag Uidhir war geschätzt für seinen Einfluss unter den Verwandten seiner Ehefrau im Gebiet des Pale.
Im August 1641 wurde der Entschluss getroffen, dass Mag Uidhir zusammen mit dem in spanischen Diensten erprobten Oberstleutnant Aodh Óg Mac Mathúna, Oberst John Reade und anderen Dublin Castle als Auftakt des Aufstandes einnehmen sollte. Der Zeitpunkt wurde für den 23. Oktober 1641 festgelegt. In der Nacht des 22. Oktobers verriet jedoch ein Bekannter Mac Mathúnas den Plan und vereitelte so den Staatsstreich.

## Haft und Hinrichtung

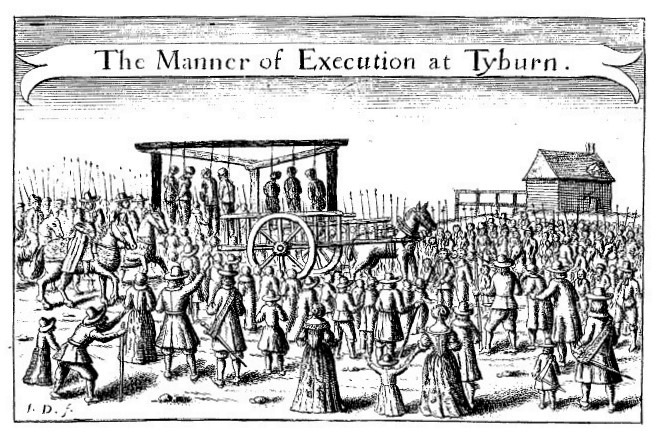
Art und Weise der Hinrichtung in Tyburn, 17. Jh.

Die in Oxmantown in der Nähe Dublins versammelten Mac Mathúna, Reade und Mag Uidhir wurden am Morgen des 23. Oktobers festgenommen. Ó Mórdha konnte fliehen.
Reade und Mac Mathúna wurden gefoltert, Mag Uidhir jedoch gestand alle Fakten ohne Folter am 26. März 1642 und machte eine noch ausführlichere Aussage sechs Monate später.
Im Juni 1642 wurden Mac Mathúna, Reade und Mag Uidhir in den Tower of London verlegt und elf Monate später in das Newgate-Gefängnis. Im Oktober 1643 floh Reade, während Mag Uidhir and Mac Mathúna zurück in den Tower gebracht wurden. Im August 1644 konnten beide fliehen, wurden jedoch am 19. September wieder gefangen genommen. Mac Mathúna wurde bereits am 22. November 1644 hingerichtet.
Im Falle von Mag Uidhir bedeutete sein Peer-Status einige Schwierigkeiten und Verzögerungen. Jedoch klagte man ihn schließlich als Gemeinen (commoner) an und brachte ihn im Februar 1645 vor den Court of King’s Bench unter Richter Francis Bacon. Er wurde wegen Hochverrats zum Tode durch Hängen, Ausweiden und Vierteilen verurteilt. Die Strafe wurde am 10. Februar in Tyburn vollstreckt. Zudem wurde er enteignet und der Barontitel war verwirkt.
Häuptling von Fermanagh wurde sein Bruder Oberst (Coirnéal) Ruairí Mag Uidhir, der am 16. November 1648 beim Angriff auf Carrick-on-Shannon fiel. Nachfahren von Conchobhar und Ruairí führten unter Jakob II. und später in Frankreich den Titel Baron von Enniskillen, der letzte bekannte war 1791 ein Hauptmann in den Irischen Brigaden in Frankreich.